# Joan Graell i Piqué
Joan Graell i Piqué (Cambrils, Solsonès, 1971) és un poeta i narrador català.
Nascut al Solsonès, va estudiar secundària a Tarragona, i va estudiar filologia catalana a la Universitat Rovira i Virgili. Actualment resideix a Organyà. Com a escriptor, es va donar a conèixer amb el llibre de poemes Un llapis com el vent. Des de llavors ha publicat diversos poemaris com la Memòria de les pedres, Afrau i Llibre del vesc i també alguns relats breus com El delirio del mundo, Pindar el llegidor o Un faune al Flamisell. La seva obra parla de diversos temes, incloent temàtiques que li són properes com els Pirineus i la mitologia clàssica i popular, amb una visió lírica de la muntanya. Formà part de l'equip de redacció de la revista Lo Banyut, editada a l'Alt Urgell.
L'any 2019 ha estat inclòs a l'antologia Poetes de Ponent. Antologia (De la Renaixença als nostres dies)

## Obra

### Poesia
- 1997:  Un llapis com el vent.  Tremp: Garsineu Edicions, abril 1997. ISBN 978-84-88294-72-2.
- 2002:  Memòria de les pedres.  Tremp: Garsineu Edicions, març 2002. ISBN 978-84-95194-38-1.
- 2005:  Afrau.  Vallbona de les Monges: March Editor, maig 2005. ISBN 978-84-95608-72-7.
- 2009:  Llibre del vesc.  Edicions Salòria, S.L., novembre 2009. ISBN 978-84-613-5199-2.
- 2016: Aiguafoc. Bancal, roca, faune. La Seu d'Urgell: Edicions Salòria, 2016. ISBN 978-84-945200-8-2
- 2023: Alfabet de l'ombra. Lleida: Pagès Editors, febrer 2023. ISBN 978-84-1303-437-9
- 2023: Els planells magnètics. Juneda: Editorial Fonoll, agost 2023. ISBN 978-84-126977-4-2

## Premis i reconeixements

### Poesia
- Premi Guillem Viladot (2006): Creixia a les mans l'embruix dels astres.
- Premi Recvll Benet Ribas de poesia (2022): Alfabet de l’ombra.[5]
- Premi Carles Hac Mor a plaquettes d'escriptura subversiva (2023): Els planells magnètics.[6]

### Narrativa
- Premi de narració literària Vila de Puigcerdà (2000): El Negre de Surri.
- Premi Guillem de Belibasta de narrativa breu d'aventures a la natura (2016): Començar de zero.
- Premi Drac de prosa (2017): Quinze voltes malgrat tot.
- Premi Vent de Port de narrativa curta (2018): Croquis d'un nu pintoresc.[7]
- Premi La Vall Fosca de microrelats (2021): Migdia assolellat.[8]